# Bolu (district)
Bolu is een Turks district in de provincie Bolu en telt 156.498 inwoners (2007). Het district heeft een oppervlakte van 1524,4 km². Hoofdplaats is Bolu.
De bevolkingsontwikkeling van het district is weergegeven in onderstaande tabel.
| 1997    | 2000    | 2007    |
| ------- | ------- | ------- |
| 125.773 | 135.009 | 156.498 |